# Рудольф III (король Бургундії)
Рудольф III Лінивий (*Rodolphe le Fainéant 970/971 —6 вересня 1032) — останній незалежний король Прованського королівства у 993—1032 роках.

## Життєпис
Походив зі Старшого Дому Вельфів. Син короля Арелата Конрада I та Матільди, доньки Людовика IV, короля Західного Франкського королівства. Після смерті батька у 993 році став новим королем, коронувавшись у Лозанні.
Намагався приборкати місцевих графів, проте наштовхнувся на численні заколоти. При цьому єпископи Верхньої Бургундії стали орієнтуватися на королів Німеччини. Намагаючись протистояти цим викликам, Рудольф III вирішив спиратися на єпископів, яким надавав світські графства: 996 році архієпископу Тарантеза — тарантезьке графство, 999 року єпископу Сьона — графство Вале, 1011 року єпископу Лозанни — графство Во, 1023 року архієпископу В'єнна — В'єннське графство. Завдяки цьому в регіонах становище короля зміцнилося. У 1006 році поступився Базелем на користь Священної Римської імперії.
У 1016 році вимушений був вести війну проти Оттона-Вільгельма, графа Бургундії. Цим скористався імператор Генріх II, який того ж року вдерся до Бургундії та змусив Рудольфа II у Страсбурзі визнати його спадкоємцем бургундського престолу. Це рішення було підтверджено імперським рейхстагом в Майнці у 1018 році.
Після смерті Генріха II новий імператор Конрад II у 1027 році також змусив бургундського короля оголосити спадкоємцем свого сина — принца Генріха.
Помер у 1032 року, після чого розпочалася боротьба за владу над королівством між Едом II, граф Шампанським, Рено I, графом Бургундським, та Конрадом II. Лише у 1034 році Бургундія увійшла до складу Священної Римської імперії як третє королівство, нарівні з Німеччиною і Італією.

## Родина
1. Дружина — Агальтруда (д/н-1011)
дітей небуло
2. Дружина — Ірменгарда Савойська (д/н-1057), вдова Ротбальда III, графа Провансу
дітей не було
3. Коханка
Діти:
- Гуго (д/н-1038), єпископ Лозанни